# Nikola Vukčević
Nikola Vukčević (Titogrado, 13 de diciembre de 1991) es un futbolista montenegrino que juega de centrocampista en la selección de fútbol de Montenegro.

## Carrera
Vukcevic comenzó su carrera en el FK Budućnost Podgorica en donde debutó en el año 2010. Allí jugó 65 partidos hasta el año 2013. En este club debutó con la selección sub-21 de fútbol de Montenegro.

### Braga
Nikola llegó al Sporting Clube de Braga en 2013, libre. Al principio comenzó jugando con el filial pero con el paso del tiempo se hizo con un hueco en el equipo titular del equipo portugués.

### Levante
El 9 de agosto de 2018 el Levante U. D. hizo oficial su fichaje por una cantidad cercana a los 9 millones de euros, convirtiéndose de esta forma en el fichaje más caro de la historia del conjunto levantinista.
Después de haber quedado libre al expirar su contrato en junio de 2022, se marchó a Catar para jugar en el Al Ahli S. C.

## Clubes
| Club                      | País       | Año       |
| ------------------------- | ---------- | --------- |
| F. K. Budućnost Podgorica | Montenegro | 2010-2013 |
| S. C. Braga               | Portugal   | 2013-2018 |
| Levante U. D.             | España     | 2018-2022 |
| Al Ahli S. C.             | Catar      | 2022-2023 |